# Piazza Barberini
Pour les articles homonymes, voir Barberini.
La Piazza Barberini est une place de Rome située sur la colline du Quirinal, à cheval entre les rioni de Trevi et Colonna. Créés au XVIe siècle, la plupart des bâtiments de la place ont été reconstruits depuis cette période.

## Description
Piazza Barberini tient son nom du Palais Barberini qui se situe sur son côté sud construit durant la première moitié du XVIIe siècle pour le cardinal Francesco Barberini.
Au centre de la place, trône une célèbre sculpture de Bernin intitulée la fontaine du Triton (Fontana del Tritone) datant de 1642-1643 qui fut commandée à l'artiste par le pape Urbain VIII, membre de la famille Barberini.
À l'angle de la Via Veneto, se trouve une autre sculpture du Bernin, la Fontaine des Abeilles (Fontana delle Api). L'abeille étant l'emblème des Barberini.
Entre 1632 et 1822, existait également un obélisque qui fut finalement transféré dans les jardins de la Villa Médicis.
Jusqu'au XVIIIe siècle, la place servait à l'exposition des cadavres pour leur identification.